# Myzomela erythromelas
Papa-mel-de-barriga-preta ou suga-mel-de-ventre-negro (Myzomela erythromelas) é uma espécie de ave da família Meliphagidae.
É endémica da Papua-Nova Guiné.
Os seus habitats naturais são: florestas subtropicais ou tropicais húmidas de baixa altitude.